# Ådön (Nagu)
Ådön est une île de l'archipel finlandais à Pargas en Finlande.

## Géographie
Ådön est à environ 6 kilomètres à l'ouest de Knivskär, à 21 kilomètres au sud de l'église de Nagu et à 54 kilomètres au sud de Turku.
La superficie d'Ådön est de 68,9 hectares et sa plus grande longueur est de 1,4 kilomètre dans la direction sud-nord-est,.
Ådön fait partie du parc national de l'archipel.
Le transport public le plus proche est le M/S Nordep qui dessert la jetée de Kopparholm.